# Kessel (Limburg)
Kessel és una població i antic municipi de la província de Limburg, al sud-est dels Països Baixos. L'1 de gener del 2009 tenia 4.270 habitants repartits sobre una superfície de 22,11 km² (dels quals 1,03 km² corresponen a aigua). Limitava al nord amb Helden, Maasbree i Venlo i al sud amb Leudal i Beesel.
L'1 de gener de 2010, juntament amb Helden, Maasbree i Meijel es van unir per a formar el nou municipi de Peel en Maas.

## Centres de població
Broek, Dijk, Donk, Heide, Hout, Kessel-Eik, Kruisberg, Oijen, Spurkt, Veers.

## Administració
El consistori municipal consta d'11 membres, format des del 2006 per:
- Reëel Alternatief, 5 regidors
- CDA, 4 regidors
- Kessels Perspectief, 2 regidors